# Operació Escut Defensiu
L'Operació Escut Defensiu (hebreu: מבצע חומת מגן‎ Mivtza Homat Magen, literalment "Operació Mur Defensiu") és un episodi de Segona Intifada en què l'exèrcit israelià es va redesplegar dins dels Territoris Palestins autònoms de Cisjordània l'abril del 2002 per tal d'aturar els atacs palestins des d'aquests territoris. La batalla de Jenin i una batalla mediàtica al voltant del que va passar en foren els esdeveniments més significatius.

## Antecedents
El conflicte palestinoisraelià entre Israel i els palestins es va intensificar durant la Segona Intifada. Al gener i febrer de 2002, 71 persones van perdre la vida en ambdós bàndols durant els atacs de militants palestins i l'exèrcit israelià. Durant els mesos de març i abril de 2002 es va produir un augment dramàtic dels atacs contra els israelians per part de grups militants palestins com Hamàs, Gihad Islàmic i les Brigades dels Màrtirs d'Al-Aqsa, afiliades a Fatah. A més de nombrosos atacs amb trets i granades, al març es van dur a terme quinze atemptats suïcides, una mitjana d'un atemptat suïcida cada dos dies. El març del 2002 es va fer conegut a Israel com a "Març Negre". L'alt índex d'atacs interromé severament la vida quotidiana al conjunt d'Israel.
La primera onada d'incursions israelianes va començar el 27 de febrer fins al 14 de març, i causà víctimes civils. Després de nou atacs de militants palestins, entre el 2 i el 5 de març, el gabinet israelià va decidir ampliar massivament la seva activitat militar contra aquests grups. El 5 de març, mentre parlava amb la premsa a la cafeteria de la Kenésset, Sharon, que apuntava a la setmana més sagnant contra els israelians des de l'inici de la Segona Intifada, va explicar la decisió del gabinet: "Els palestins han de ser colpejats, i ha de ser molt dolorós ... Hem de causar-los pèrdues, víctimes, perquè sentin que han pagat un alt preu "
Els atacs palestins van continuar, amb atemptats suïcides el 9 de març (vegeu l'Atemptat al Cafè Moment), 20 March, i el 21 de març. Els atacs amb trets i granades es van seguir produint a Israel i als assentaments israelians. El 27 de març es va produir un atemptat suïcida a Netanya, on van morir 30 persones al Park Hotel mentre celebraven la Pasqua jueva. L'esdeveniment passaria a ser conegut amb el nom de Massacre de Pasqua. El cas es va conèixer com la massacre de Pasqua. L'endemà, un home armat palestí es va infiltrar en l'assentament israelià d'Elon Moreh i va matar quatre membres d'una mateixa família.
El 29 de març, el govern israelià va anunciar l'operació "Escut Defensiu", a la qual va qualificar d'ofensiva antiterrorista a gran escala. Les Forces de Defensa d'Israel (FDI) feren una crida a files d'emergència per 30.000 soldats reservistes, la major crida a files des de la Guerra del Líban de 1982. El mateix dia, dos israelians van ser apunyalats en l'assentament de Netzarim a Gaza. Dos atemptats suïcides van ocórrer l'endemà, i un altre va tenir lloc l'endemà d'això.
En total, al març de 2002, uns 130 israelians, incloent uns 100 combatents van morir en atacs palestins, mentre que un total de 238 palestins, incloent-hi almenys 83 combatents van morir el mateix mes a mans de l'exèrcit israelià.

## La incursió a Jenin
L'assalt contra el camp de refugiats de Jenin, considerat llavors pels israelians com un viver de kamikazes, durà del 3 a l'11 d'abril del 2002, en el marc de l'operació Escut Defensiu. Aquesta operació tenia per objecte, segons Israel, la recerca d'organitzacions terroristes, després de l'atemptat de Netanya del 27 de març. La batalla enfrontà els soldats israelians, amb el suport de carros de combat i helicòpters a uns 90-100 combatents palestins, membres de tres organitzacions palestines,Hamàs, el Gihad Islàmic palestí i les Brigades dels Màrtirs d'Al-Aqsa, atrinxerats al centre del camp de refugiats.
Durant l'assalt al camp de refugiats de Jenin es va produir una polèmica amb relació a la violència de l'atac, sobretot per la destrucció total d'un barri del camp, arrasat pels buldòzers de l'exèrcit israelià.
Les primeres xifres publicades eren contradictòries, i reflectien l'estat d'ignorància on es trobaven fins i tot els homes propers al terreny. Les fonts palestines van indicar un nombre que oscil·laria entre 400 i 500 morts palestins. El dirigent laborista Ximon Peres havia qualificat l'operació de «massacre» segons assenyalà el diari Haaretz en la seva edició del 9 d'abril del 2002. L'organització humanitària internacional Human Rights Watch publicà un comunicat el 3 de maig del 2002 en què anunciava que havia pogut identificar 52 víctimes palestines, 22 de les quals civils, i estimava que les «Forces de Defensa Israelianes havien comès crims de guerra» durant aquesta operació. L'especialista en qüestions de defensa del diari Haaretz, Zeev Schiff, escrigué en l'edició del 15 d'abril del 2002 que : «després de la fi dels combats, durant les primeres operacions de desenrunament, es van trobar 80 cadàvers. S'estima que el nombre de víctimes en els combats s'eleva a uns 200 palestins, inclosos civils, dels quals una part va quedar colgada sota la runa de les cases esfondrades». El coronel Ron Kitri, portaveu de l'exèrcit israelià, reprenia aquesta xifra en el diari Yediot Aharonot de 19 d'abril del 2002.
No obstant això, es tractava d'indicacions donades en el fragor dels combats, quan no hi havia cap mena d'informació precisa disponible. Per contra, les xifres donades posteriorment per diverses fonts coincideixen. Un informe del Secretari General de les Nacions Unides, publicat l'1 d'agost del 2002, estimava que el nombre total de morts palestines era de cinquanta-dos, citant fonts israelianes (FDI) i un hospital palestí (Jenin). És aquest ordre de magnitud de 52 morts el que ha esdevingut més fiable. El Dr. Mohammed Abu Ghali, director de l'Hospital de Jenin, va dir que havia comptat un total de 220 ferits, un nombre que no incloïa aquells que havien rebut tractament a casa seva.
Aquesta batalla va causar 23 morts entre els soldats israelians morts i 60 ferits. Milers de residents de Jenin van haver de fugir al principi de l'operació, 1.600 persones van desaparèixer. Al voltant de 160 cases van quedar completament destruïdes al camp i molts altres habitatges van resultar danyats. Més de 4.000 persones es van quedar sense casa.
L'ONU va anunciar la creació d'una comissió d'investigació - l'arribada de la qual no va ser autoritzada al principi per part del govern d'Israel. De fet, les autoritats israelianes van negar l'accés al camps a les organitzacions humanitàries i als mitjans de comunicació durant la seva ofensiva i van continuar impedint l'accés al camp de refugiats a les organitzacions humanitàries diversos dies després de la fi de les operacions militars.

## Incursió a Betlem
Betlem va ser ocupada i els militants palestins foren perseguits per l'exèrcit israelià. L'1 d'abril del 2002, uns 200 palestins trobaren refugi a la Basílica de la Nativitat. Després de 39 dies de setge, el 22 de maig es va arribar a un acord entre l'exèrcit israelià, que va aixecar el setge i els palestins, que van evacuar l'església i es van exiliar a Xipre o bé van ser deportats a la Franja de Gaza.